# Cenobitisme
El cenobitisme es refereix al moviment paleocristià dels monjos cenobites que van triar viure en comunitat monestirs o abadies, en contrast amb els anacoretes, també dits eremites, que viuen en ermites, en plena solitud. Aquest moviment s'assegurava de posar un ordre a la vida en comú dels monjos, quant a l'administració dels béns i dels productes, així com la formació en la fe, la disciplina i els interessos filosòfics del cristianisme naixent. Es realitzaven activitats de meditació i recolliment, pròpies de les comunitats religioses.
Les paraules cenobita i cenobític deriven del llatí coenobium, i aquest del grec κοινός (koinós, 'comú') i βίος (bíos, vida), que significa vida comunitària. L'adjectiu grec és κοινοβιακόν (koinobiakón). Un grup de monjos vivint en comunitat s'anomena «cenobi», en llatí cenobium (monestir).
S'accepta generalment que la versió organitzada del monacat cenobític cristià començà a Egipte durant el segle iv. Els monjos cristians als segles anteriors eren usualment eremites, sobretot a l'Orient Pròxim. Això fou el més comú fins al declivi de la cristiandat a Síria a la darreria de l'Edat Mitjana. Tanmateix, aquesta forma de vida en solitari no satisfeia tots i la soledat i les dificultats, si no s'estava espiritualment preparat, podia portar a problemes mentals.
Per aquesta raó començaren a crear-se comunitats monàstiques organitzades perquè els monjos poguessin tenir suport en llur lluita espiritual. mentre que els monjos eremites tenien un element de socialització en trobar-se un cop a la setmana per orar conjuntament, els cenobites s'agrupaven per resar conjuntament de forma més regular. Fins que Benet de Núrsia entre 534 i 550 va organitzar hi havia una trentena de regles escrites entre els segles iv i vi de les quals la Regula Magistri (segle vi) és la més extensa i que s'assembla molt a la de Benet. Els cenobites també socialitzaven més perquè els monestirs on vivien estaven localitzats sovint en un poble habitat o a prop. Per exemple, la versió de la vida de Sant Pacomi en dialecte bohaíric de la llengua copta assenyala que els monjos del monestir de Tabennisi construïren una església per als habitants de la vila propera, àdhuc «abans que en construïssin una per a ells mateixos». Això significa que els cenobites estaven en contacte amb altra gent mentre que els eremites no eren gaire sociables.

## Sant Pacomi
Els cenobites foren també diferents dels seus predecessors, els eremites o anacoretes, pel que fa a l'habitatge. Mentre que aquells vivien sols en un monestir que consistia exclusivament en una cabana o en una cova (cel·la), els cenobites vivien junts en un monestir que comprenia un complex d'un o diversos edificis, on cada habitatge podia tenir lloc per a vint monjos i dins de la casa hi havia habitacions separades o cel·les que podien ser habitades per dos o tres monjos. Aquesta estructuració ha estat atribuïda al mateix home que es reconeix com el pare del monacat cenobític, Pacomi de Tabenna. La idea de Pacomi potser es deriva d'haver viscut en habitacions com aquestes quan estava a l'exèrcit romà, atès que el seu estil «recorda les barraques de l'exèrcit».
Això no obstant, tot i que Pacomi és considerat com el pare del monacat cenobític, és més segur pensar en ell com el «pare del monacat cenobític organitzat», atès que fou el primer monjo que aprofità petits grups comunals que sovint ja existien i els ajuntà en una federació de monestirs.